# Gemeentelijke herindelingsverkiezingen in Nederland 2000
De Gemeentelijke herindelingsverkiezingen in Nederland 2000 waren tussentijdse verkiezingen voor een Nederlandse gemeenteraad die verspreid gehouden werden op een aantal dagen in de periode oktober/november 2000.
Deze verkiezingen werden gehouden in 53 gemeenten die betrokken waren bij een herindelingsoperatie die op 1 januari 2001 werd doorgevoerd.
De volgende gemeenten waren bij deze verkiezingen betrokken:
- de gemeenten Bemmel, Gendt en Huissen: samenvoeging tot een nieuwe gemeente Bemmel[1];
- de gemeenten Bergen, Egmond en Schoorl: samenvoeging tot een nieuwe gemeente Bergen[2];
- de gemeenten Dalfsen en Nieuwleusen: samenvoeging tot een nieuwe gemeente Dalfsen[3];
- de gemeenten De Bilt en Maartensdijk: samenvoeging tot een nieuwe gemeente De Bilt[4];
- de gemeenten Denekamp, Ootmarsum en Weerselo: samenvoeging tot een nieuwe gemeente Denekamp[5];
- de gemeenten Avereest, Gramsbergen en Hardenberg: samenvoeging tot een nieuwe gemeente Hardenberg[3];
- de gemeenten Ambt Delden, Diepenheim, Goor, Markelo en Stad Delden: samenvoeging tot een nieuwe gemeente Hof van Twente[5];
- de gemeenten Broekhuizen, Grubbenvorst en Horst: samenvoeging tot een nieuwe gemeente Horst aan de Maas[6];
- de gemeenten IJsselmuiden en Kampen: samenvoeging tot een nieuwe gemeente Kampen[3];
- de gemeenten Olst en Wijhe: samenvoeging tot een nieuwe gemeente Olst, sinds 26 maart 2002 geheten Olst-Wijhe[3];
- de gemeenten Elst, Heteren en Valburg: samenvoeging tot een nieuwe gemeente Overbetuwe[1];
- de gemeenten Heino en Raalte: samenvoeging tot een nieuwe gemeente Raalte[3];
- de gemeenten Holten en Rijssen: samenvoeging tot een nieuwe gemeente Rijssen[5];
- de gemeenten Born, Geleen en Sittard: samenvoeging tot een nieuwe gemeente Sittard-Geleen[7];
- de gemeenten Brederwiede, IJsselham en Steenwijk: samenvoeging tot een nieuwe gemeente Steenwijk[3];
- de gemeenten Utrecht en Vleuten-De Meern: samenvoeging tot een nieuwe gemeente Utrecht[4];
- de gemeenten Belfeld, Tegelen en Venlo: samenvoeging tot een nieuwe gemeente Venlo[8];
- de gemeenten Den Ham en Vriezenveen: samenvoeging tot een nieuwe gemeente Vriezenveen[5];
- de gemeenten Harmelen en Woerden: samenvoeging tot een nieuwe gemeente Woerden[4];
- de gemeenten Genemuiden, Hasselt en Zwartsluis: samenvoeging tot een nieuwe gemeente Zwartewaterland[3].

In deze gemeenten zijn de reguliere gemeenteraadsverkiezingen van 6 maart 2002 niet gehouden.
Door deze herindelingen daalde het aantal gemeenten in Nederland van 537 naar 504.